# Ó ác là
Ó ác là (danh pháp khoa học: Accipiter albogularis) là một loài chim trong họ Ưng.
Nó được tìm thấy ở Papua New Guinea và quần đảo Solomon. Môi trường sinh sống tự nhiên của nó là rừng đất thấp nhiệt đới hoặc cận nhiệt đới và rừng núi cao ẩm nhiệt đới hoặc cận nhiệt đới.